# 飯坂温泉神徳道祖神
飯坂温泉神徳道祖神（いいざかおんせんしんとくどうそじん）は、福島県福島市飯坂町湯野にある、男性器を祭った道祖神。茂庭の道祖神（もにわのどうそじん）などとも呼ばれる。

## 概要
国道399号線を飯坂温泉から摺上川ダムに向かう道中、車で5分ほどの道沿いの、唐沢橋を渡ってすぐの道路の東側にあり、茂庭地区への入り口に位置する。歴史は平安時代にも遡ると言われ、幕末からは水商売の神としても信仰を集めたとされる。疫病や災害から守る「賽の神」でもあり、大小数十本の木彫りの男性器が林立して祭られている。地元の史跡保存会が1970年頃に案内板を設置し、その後国道399号線の改修にともなって住民により保全に向けた取り組みが活性化し、説明板と雨よけの屋根が設置された。飯坂温泉にはかつて女郎屋があり、その関係で性病予防・商売繁盛の願いもあったとされる。横には飯坂町史跡保存会が1989年（平成元年）7月に設置した白いモニュメントがあり、「道祖神　神徳　道路守護　商売繁盛」と記されている。

## 所在地
- 福島県福島市飯坂町湯野道録神

## 交通
- 福島駅より福島交通飯坂線乗車、飯坂温泉駅下車。福島交通バス飯坂中茂庭線乗車、板橋バス停下車徒歩3分。

## 特記事項
福島市山口には女形という地名があり、女性器を模した桃型の神体を祭った道祖神が知られる。福島市土湯温泉町油畑にも「這坂の道祖神」と呼ばれる男性器を象った道祖神があり、1818年に建立されたと言われる。 会津地方の一部にも火防（ひぶせ）の神として性神を飾る習わしがある。